# Radikal skepticism
Radikal skepticism är en form av filosofisk skepticism som menar att kunskap är högst troligen omöjligt. Radikala skeptiker vidhåller att tvivel finns kring sanningshalten för varje tro och att säkerhet därför aldrig är rättfärdigat. Ett uppdrag inom epistemologin är att avgöra i vilken utsträckning man kan utmana radikal skepticism.
Flera forntida grekiska filosofer, inklusive Platon, Kratylos, Karneades, Arkesilaos, Ainesidemos, Pyrrhon och Sextus Empiricus, anses ha beskrivit teorier med radikal skepticism.
Inom nutidens filosofi är två representanter av radikal skepticism Michel de Montaigne (mest känd för sin skeptiska anmärkning Que sçay-je?, 'Vad vet jag?', på medelfranska; Que sais-je? på modern franska) och David Hume (särskilt som utlagt i A Treatise of Human Nature, bok 1: "Of the Understanding").
Eftersom radikal skepticism kan användas som invändning mot de flesta eller alla trosuppfattningar har många filosofer försökt tillbakavisa det. Exempelvis skrev Bertrand Russell: "Skepticism, trots att det är logiskt ofelbart, är psykologiskt omöjligt, och det finns ett element av tramsig oärlighet i alla filosofier som gör anspråk på att acceptera det."